# Campagnol souterrain
Microtus subterraneus
Espèce
Statut de conservation UICN

 LC  : Préoccupation mineure
Le Campagnol souterrain (Microtus subterraneus) est une espèce de rongeurs de la famille des Cricétidés.

## Répartition et habitat
On le trouve en Europe et en Asie mineure. Il vit dans les zones boisées de conifères et de feuillus, dans les prairies, dans les pâturages et dans les zones rocheuses des montagnes. Il tolère aussi bien l'humidité que l'aridité.

## Classification
Synonymes selon l'INPN :
- Arvicola subterraneus de Sélys-Longchamps, 1836
- Microtus incertus (de Sélys-Longchamps, 1841)
- Microtus subterraneus capucinus Miller, 1908
- Pitymys subterraneus (de Sélys-Longchamps, 1836)
- Terricola subterraneus (de Sélys-Longchamps, 1836)